# سچنوف (دهانه)
سچنوف یک دهانه برخوردی در ماه‌ است.

## دهانه‌های اقماری
این دهانه ۲ دهانه اقماری دارد.
| Sechenov | عرض جغرافیایی | طول جغرافیایی | قطر          |
| -------- | ------------- | ------------- | ------------ |
| P        | ۹.۸° S        | ۱۴۳.۸° W      | ۲۳.۰ کیلومتر |
| C        | ۵.۲° S        | ۱۴۱.۳° W      | ۱۹.۰ کیلومتر |